# 尼古拉二世灭门案

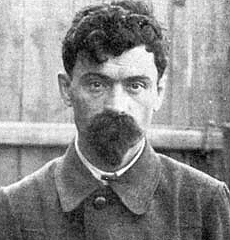
負責執行處決尼古拉二世一家的劊子手雅科夫·尤罗夫斯基

尼古拉二世灭门案或罗曼诺夫家族灭门案是1918年7月16日至17日晚俄罗斯叶卡捷琳堡发生的一起凶杀案，受害者为俄罗斯帝国罗曼诺夫家族：原沙皇尼古拉二世、皇后亚历山德拉及其五名子女：奥尔加、塔季扬娜、玛丽亚、阿纳斯塔西娅及阿列克谢王储，凶手为布尔什维克革命者雅科夫·尤罗夫斯基。其他同时被害者还有沙皇家族的随从：尤金·博特金、安娜·德米多娃、阿列克谢·特鲁普、伊万·哈利托诺夫:3–24。案发当晚，凶手以步枪和刺刀将受害者杀死。随后受害者遗体在科普季亚基森林遭到毁尸灭迹:198。

## 背景
1917年第一次世界大战期间，俄国发生二月革命，沙皇尼古拉二世退位。随后沙皇一家及随从先后被囚禁于亚历山大宫和西伯利亚托博尔斯克，后被瓦西里·雅科夫列夫押送并囚禁于乌拉尔山附近的叶卡捷琳堡。

## 经过
處決過程由一份在處決沙皇尼古拉二世一家後，尤羅夫斯基所作呈報給布爾什維克黨高層，被稱為「尤羅夫斯基筆記」的紀錄在1989年被發現。爱德华·拉德金斯基於1992年出版的《末代沙皇》（The Last Tsar）裡敘述了許多細節。
根據這本筆記的紀錄，沙皇尼古拉二世一家在被處死的當晚被叫醒而且被要求穿著整齊。當他們問到為甚麼這樣要求時，守衛則回答是為了他們的安全，所以要將尼古拉二世一家遷移到新的地方，以免在白軍抵達葉卡捷琳堡時，他們會被白軍施暴。
在著裝完畢後，沙皇一家與幾個僕人及照料他們的波特金醫生被聚集在伊帕提夫之屋地下室的一個小房間內來等待著。在亞歷山德拉皇后的要求下，她跟阿列克謝已允許坐在守衛準備的椅子上。在幾分鐘後，尤羅夫斯基帶領著處決隊伍進入房間。尤羅夫斯基沒有任何猶豫，立刻就告訴沙皇他們一家已經被下令全數處決了。尼古拉二世才剛轉頭對家人說「什麼」，一顆子彈就已經射向了他的腦袋。亞歷山德拉皇后與長女奧爾加試圖用手來畫一個十字，但是卻一起被最早發射的子彈射中了頭部，於是立刻雙雙斃命。其他的皇室隨從也在短暫的時間內被射殺，除了皇后的侍女安娜·黛米多娃沒被起先的子彈射死。她掙扎著想用隨身帶入地下室的小枕頭來保護自己，因為枕頭內裝滿了貴重的珠寶。不過她仍然被抵在房間的牆上，最後被刀刺死。
“尤罗夫斯基笔记”内进一步提到由于在短时间内有许多武器开火，所以小房间布满浓烟。在烟雾逐渐消散后，他们发现有些行刑者发射的子弹被两三位女大公的束腹所弹开，行刑者上前察看后发现这是因为她们将家族王冠上的珠宝与钻石缝在束腹的内衬中，为了来逃过监禁者的注意。因此这些束腹有些类似用来抵挡子弹的盔甲。根据尤罗夫斯基的回忆：阿纳斯塔西娅·尼古拉耶芙娜与玛丽亚·尼古拉耶芙娜踡伏在地，抵著墙壁来保护头部，直到她们被射杀为止。然而，另一个守卫彼得·艾马柯夫告诉妻子阿纳斯塔西娅·尼古拉耶芙娜后来是被刺刀杀死的。尤罗夫斯基也写道：当尸体被运送出去的时候，一名或几名女孩哭喊了起来，所以她们的后脑勺挨了棍棒。
1918年7月灭门案发生后，布尔什维克政权最初只宣布了沙皇的死讯，而官方的新闻报道则称“尼古拉·罗曼诺夫的妻子和儿子已被送往安全场所。”在随后的8年时间内，苏联政府曾多次就沙皇一家的命运发布假消息，如1919年9月宣称沙皇一家遭左翼社会革命党人谋杀，1922年4月则完全否认他们一家已经死亡:16:218。1926年，苏联政府最终承认了此次谋杀案的发生，但称遗体已经被毁且列宁政府对此事并无责任:19。苏联政府的掩盖活动引发了许多有人幸存的传闻，有不少冒名顶替者声称是沙皇的子女，从而转移了媒体对苏俄政府的关注。从1938年起，苏联领导人斯大林开始严格禁止任何有关沙皇一家人去向的讨论:218-219。
1919年，俄国白军对此案组织调查但未能发现埋尸地点。调查者在一个叫做加尼纳坑的矿井里发现了烧火的证据，因此做出结论认为沙皇一家人的遗骸已经被火化并被遗弃于此。1979年，苏联业余侦探亚历山大·阿夫多宁发现了受害者遗体的埋葬地点。而苏联政府则直到1989年开放政策时期才公开承认了遗骸的存在。根据此前苏联官方说法，沙皇尼古拉二世及其家人和随从是在叶卡捷琳堡即将被白俄军队占领的威胁下，由乌拉尔苏维埃执行委员下令，遭行刑队处决的。多数研究人员相信行刑令是由苏俄领导人列宁、斯维尔德洛夫和捷尔任斯基下达的。

## 后续
此后，在英国专家的协助下，通过法医及DNA分析和调查，受害者的身份得以确认。1998年，沙皇一家遇害80周年，受害者遗骸被重新安葬于位于圣彼得堡的彼得保罗主教座堂。2007年，在首个埋藏地南方70米处发现了第二处较小的无名坟地，其中发现了新的遗骸，经DNA鉴定，确认是原先埋葬地缺失的两名罗曼诺夫家族幼年受害者阿列克谢皇子和其姐姐的遗骸。2008年，俄罗斯总检察长办公室为罗曼诺夫家族平反，称他们是“政治压迫的受害者”:381。1991年苏联解体后，俄罗斯政府对此案开展了刑事调查，但未有人因此受到指控。1998年，时任俄罗斯总统叶利钦对此事件进行谴责，称杀害沙皇一家是俄罗斯历史上无比耻辱的一页。